# Бейфілд (містечко, Вісконсин)
Бейфілд (англ. Bayfield) — місто (англ. town) в США, в окрузі Бейфілд штату Вісконсин. Населення — 787 осіб (2020).

## Демографія
Згідно з переписом 2010 року, у місті мешкало 680 осіб у 306 домогосподарствах у складі 224 родин. Було 644 помешкання
Расовий склад населення:
| - 75,0 % — білих - 17,9 % — корінних американців - 0,4 % — чорних або афроамериканців |

До двох чи більше рас належало 6,6 %. Частка іспаномовних становила 2,4 % від усіх жителів.
За віковим діапазоном населення розподілялося таким чином: 16,2 % — особи молодші 18 років, 58,2 % — особи у віці 18—64 років, 25,6 % — особи у віці 65 років та старші. Медіана віку мешканця становила 55,5 року. На 100 осіб жіночої статі у місті припадало 103,6 чоловіків;  на 100 жінок у віці від 18 років та старших — 102,8 чоловіків також старших 18 років.
Середній дохід на одне домашнє господарство  становив 72 251 долар США (медіана — 60 536), а середній дохід на одну сім'ю — 79 894 долари (медіана — 65 000). Медіана доходів становила 45 625 доларів для чоловіків та 32 250 доларів для жінок. За межею бідності перебувало 7,6 % осіб, у тому числі 30,5 % дітей у віці до 18 років та 2,6 % осіб у віці 65 років та старших.
Цивільне працевлаштоване населення становило 382 особи. Основні галузі зайнятості: освіта, охорона здоров'я та соціальна допомога — 22,3 %, мистецтво, розваги та відпочинок — 20,2 %, будівництво — 9,2 %, транспорт — 8,9 %.